# 王雱
王雱（1044年—1076年），字元澤，臨川（今江西撫州）人，名臣王安石的长子。

## 生平
王雱天資敏慧，被譽為神童，五歲時，父親的朋友送來一隻獐和一隻鹿，那位朋友聽聞王雱聰明過人，問道：「何者是獐？何者為鹿？」王雱從來都沒見過這兩種動物，卻巧妙地回答說：「獐邊者是鹿，鹿邊者是獐。」
治平四年（1067年）中進士。熙寧四年任太子中允崇政殿說書，後與呂惠卿同時編修《三經新義》。王安石變法時成為父親的助手。後因推行新法受阻，憂憤成疾，只活了33歲，以英年早逝，存世的詞作有二首。

## 野史記載
王雱在野史中記載頗多。
王辟之《渑水燕谈录》云：“宋王荆公之次子名雱，为太常寺太祝，素有心疾，娶同郡庞氏女为妻。逾年生一子，雱以貌不类己，百计欲杀之，竟以悸死，又与妻日相斗哄，荆公知其子失心，念其妇无罪，欲离异之，则恐其误被恶声；遂与择婿而嫁之。”《古今词话》、魏泰《东轩笔录》也有類似的記載。野史記載为误传，应是王安石次子王旁與龐氏的事例；可能是反对变法者将王旁事例转嫁与王雱。
王安石長子王雱與妻子蕭氏，只有生一位女兒，在王雱早逝後，被蕭氏扶養長大，嫁吕安中。
刘成国，〈 稀见史料与王安石后裔考〉:「由于雱、旁字形、字音相近，王安石二子的事迹经常被混而为一。同时，由于对熙宁变法持反对、批评的立场，许多笔记小说也蓄意将王雱、王旁事迹相混，并对王雱多有诬蔑。这些笔记中的不实记载有些被《续资治通鉴长编》《宋史》等采纳，南宋以后以“信史”的面目出现，或者演绎成更为通俗的话本、小说素材，构成了南宋以后否定、丑化王安石及熙宁变法这一历史进程中的重要一环。」
《今古奇觀·蘇小妹三難新郎》曾寫過王雱與蘇小妹的故事，惟蘇軾無妹，姊適程氏早夭。